# La película (canción)
«La película» es el primer sencillo del álbum Love & Hate del grupo de bachata Aventura. 
La canción alcanzó gran reconocimiento en muchos países de habla hispana y los Estados Unidos, específicamente en Nueva York.

## Contenido
La canción narra la historia de un hombre quien perdió su amor, donde él comienza a hacer una comparación entre su vida y el de una película de ficción.